# WTA Challenger de Karlsruhe
O WTA Challenger de Karlsruhe  – ou Liqui Moly Open Karlsruhe, na última edição – foi um torneio de tênis profissional feminino, de nível WTA 125.
Realizado em Karlsruhe, no sudoeste da Alemanha, estreou em 2019, parou em 2020 e voltou para mais duas edições. Os jogos eram disputados em quadras de saibro durante o mês de setembro.

## Finais

### Simples
| Ano                                                         | Campeã             | Vice-campeã         | Resultado     |
| ----------------------------------------------------------- | ------------------ | ------------------- | ------------- |
| 2022                                                        | Mayar Sherif       | Bernarda Pera       | 6–2, 6–4      |
| 2021                                                        | Mayar Sherif       | Martina Trevisan    | 6–3, 6–2      |
| Torneio não realizado em 2020 devido à pandemia de COVID-19 |                    |                     |               |
| 2019                                                        | Patricia Maria Țig | Alison Van Uytvanck | 3–6, 6–1, 6–2 |

### Duplas
| Ano                                                         | Campeãs                           | Vice-campeãs                      | Resultado         |
| ----------------------------------------------------------- | --------------------------------- | --------------------------------- | ----------------- |
| 2022                                                        | Mayar Sherif Panna Udvardy        | Yana Sizikova Alison Van Uytvanck | 5–7, 6–4, [10–2]  |
| 2021                                                        | Irina Bara Ekaterine Gorgodze     | Katarzyna Piter Mayar Sherif      | 6–3, 2–6, [10–7]  |
| Torneio não realizado em 2020 devido à pandemia de COVID-19 |                                   |                                   |                   |
| 2019                                                        | Lara Arruabarrena Renata Voráčová | Han Xinyun Yuan Yue               | 26–7, 6–4, [10–4] |